# (71) Níobe
|  | Per a altres significats, vegeu «Níobe». |

Níobe és l'asteroide núm. 71 de la sèrie. Fou descobert per en Karl Theodor Robert Luther (1822-1900) a Dusseldorf el 13 d'agost del 1861. És un asteroide força gran del cinturó principal. El seu nom es deu a Níobe, l'esposa del Rei de Tebes de la mitologia grega.

## Descripció
Níobe forma part de la família Gallia (802), una petita família d'asteroides formada per gairebé 200 asteroides rocosos.
El 2006 fou examinat mitjançant radar emprant el radiotelescopi d'Arecibo, a Puerto Rico. Això es va complementar amb observacions òptiques destinades a construir una corba de llum. El període de rotació estimat resultant de 35,6 hores, o 1,48 dies terrestres, va substituir una estimació anterior del període de rotació de 14,3 hores. Les dades del radar van determinar l'estimació d'un diàmetre equatorial màxim de 94 km, la qual cosa és coherent amb estimacions anteriors basades en dades d'infrarojos, si es suposa que la forma és lleugerament allargada.
El període de rotació es va refinar fins a 35.864 ± 0.001 hores en les observacions fetes fins al 2010.